# Columbiad

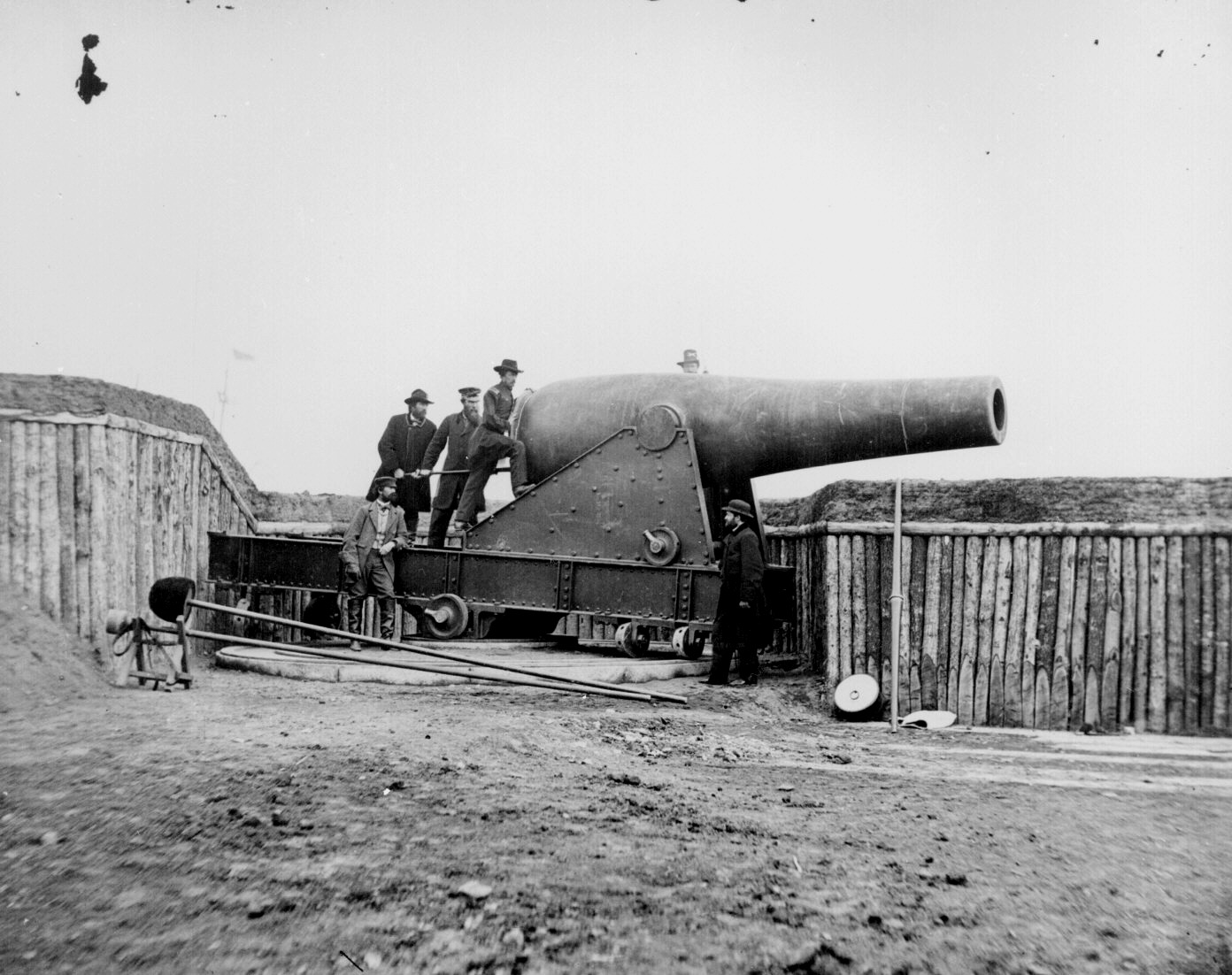
Eine 15-Inch-Rodman-Kolumbiade in der Battery Rodgers, Alexandria, Virginia

Vergleich der Längsschnitte einer verbesserten Rodmankanone (links) und einer klassischen Kolumbiade (rechts, mit Pulverkammer)

Eine Columbiad, auf Deutsch auch Kolumbiade genannt, ist eine schwere Kanone eines bestimmten Typs, wie er besonders während des Amerikanischen Bürgerkrieges zum Einsatz kam. Eine verbesserte Version der Kolumbiade ist die Rodmankanone.
Technisch handelt es sich bei einer Kolumbiade um eine schwere Vorderladerkanone mit langem und glattem Lauf. Kolumbiaden waren wegen ihrer Abmessungen und ihres Gewichtes stationäre Waffen und dabei so montiert, dass sie sowohl im sehr flachen als auch im steileren Winkel (bis etwa 30°) abgefeuert werden konnten. Dadurch hatten sie eine vergleichsweise hohe Reichweite, konnten aber auch auf relativ kurze Distanz zum Direktfeuern eingesetzt werden. Kolumbiaden konnten sowohl Kanonenkugeln als auch Granaten verschießen. Sie hatten Kaliber zwischen 7,25 und bis zu 20 Inch (184 bis 508 mm), wogen bis zu 60 Tonnen und konnten bis zu 8 km weit feuern. Die jeweils höchsten Angaben gelten dabei für die größeren Rodmankanonen.
Die Kolumbiade wurde 1811 von George Bomford, einem Colonel der United States Army, entwickelt und kam erstmals im Krieg von 1812 zum Einsatz. Später wurden sie von Thomas Jackson Rodman verbessert, was besonders ihre Haltbarkeit steigerte und damit größere Kaliber erlaubte. Außerdem wurde auf die bei der klassischen Kolumbiade separate Pulverkammer verzichtet. Sie wurden fast ausschließlich als Küstenverteidigungsgeschütze von befestigten Forts aus eingesetzt, von denen aus sie wegen ihrer langen Reichweite gegnerische Schiffe abwehren konnten, gleichzeitig jedoch auf kurze Distanz zur Verteidigung des Forts eingesetzt werden konnten. Besondere Bedeutung erlangten sie im Amerikanischen Bürgerkrieg, wo sie sowohl von der Union als auch von den Konföderierten Staaten eingesetzt wurden. Ende des 19. Jahrhunderts wurden einige Kolumbiaden mit Zügen nachgerüstet und gegen moderne Schiffspanzerungen getestet, diesen waren sie aber nicht mehr gewachsen. Die letzten Rodman-Kolumbiaden wurden Anfang des 20. Jahrhunderts ausgemustert und durch moderne Hinterladergeschütze ersetzt.
Außerhalb Amerikas waren sie kaum im Einsatz. Speziell die während des Bürgerkrieges gefertigten Rodman-Kolumbiaden hatten in Europa zu dieser Zeit einen schlechten Ruf und galten insbesondere wegen ihrer angeblich geringen Haltbarkeit als minderwertig.
In seinem Roman Von der Erde zum Mond von 1865 lässt Jules Verne eine 274 Meter lange und 61.700 Tonnen schwere Columbiade ein mit drei Raumfahrern bemanntes Geschoss zum Mond schießen.